# Trenta

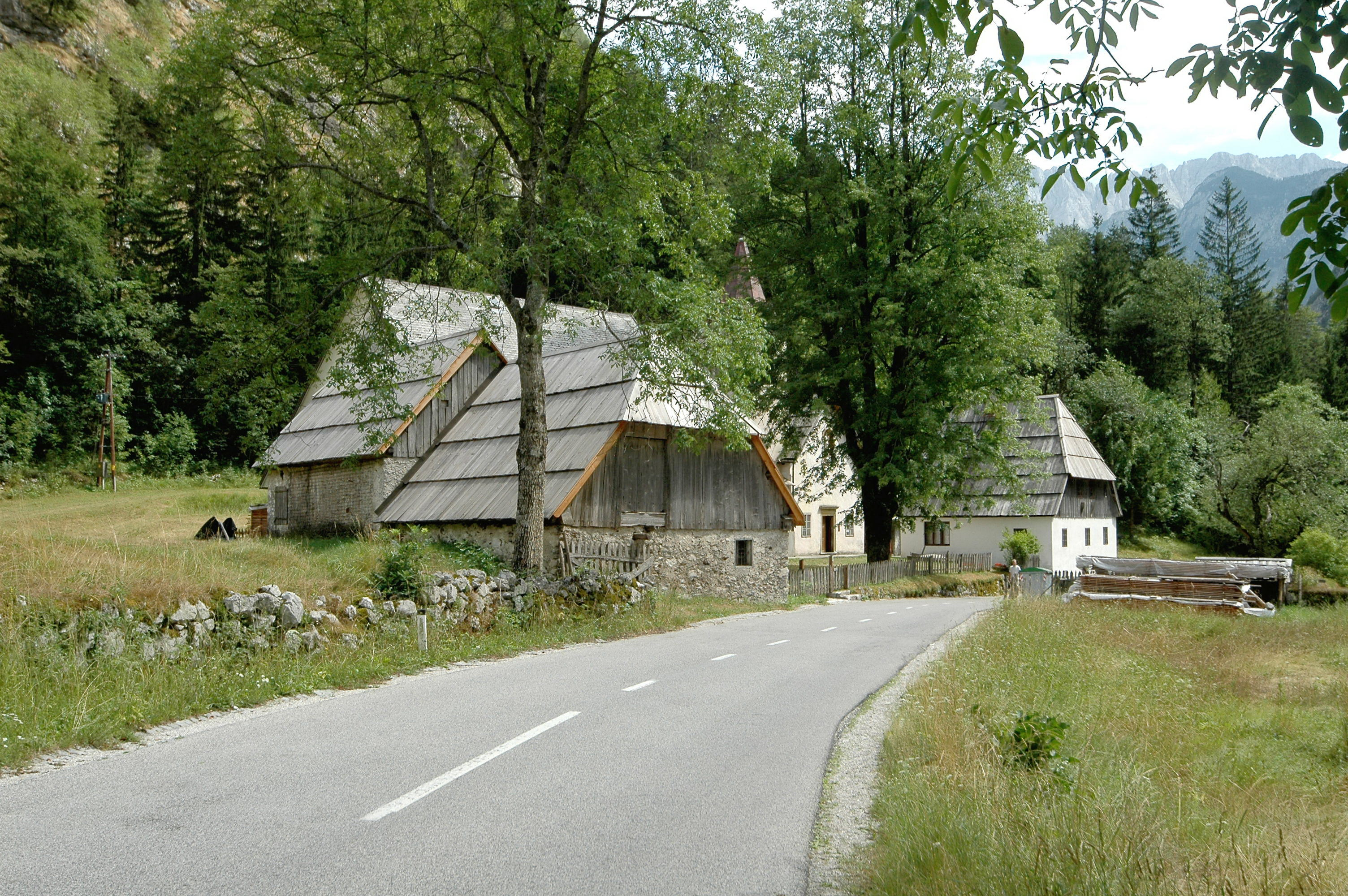
Trenta am Soča-Oberlauf

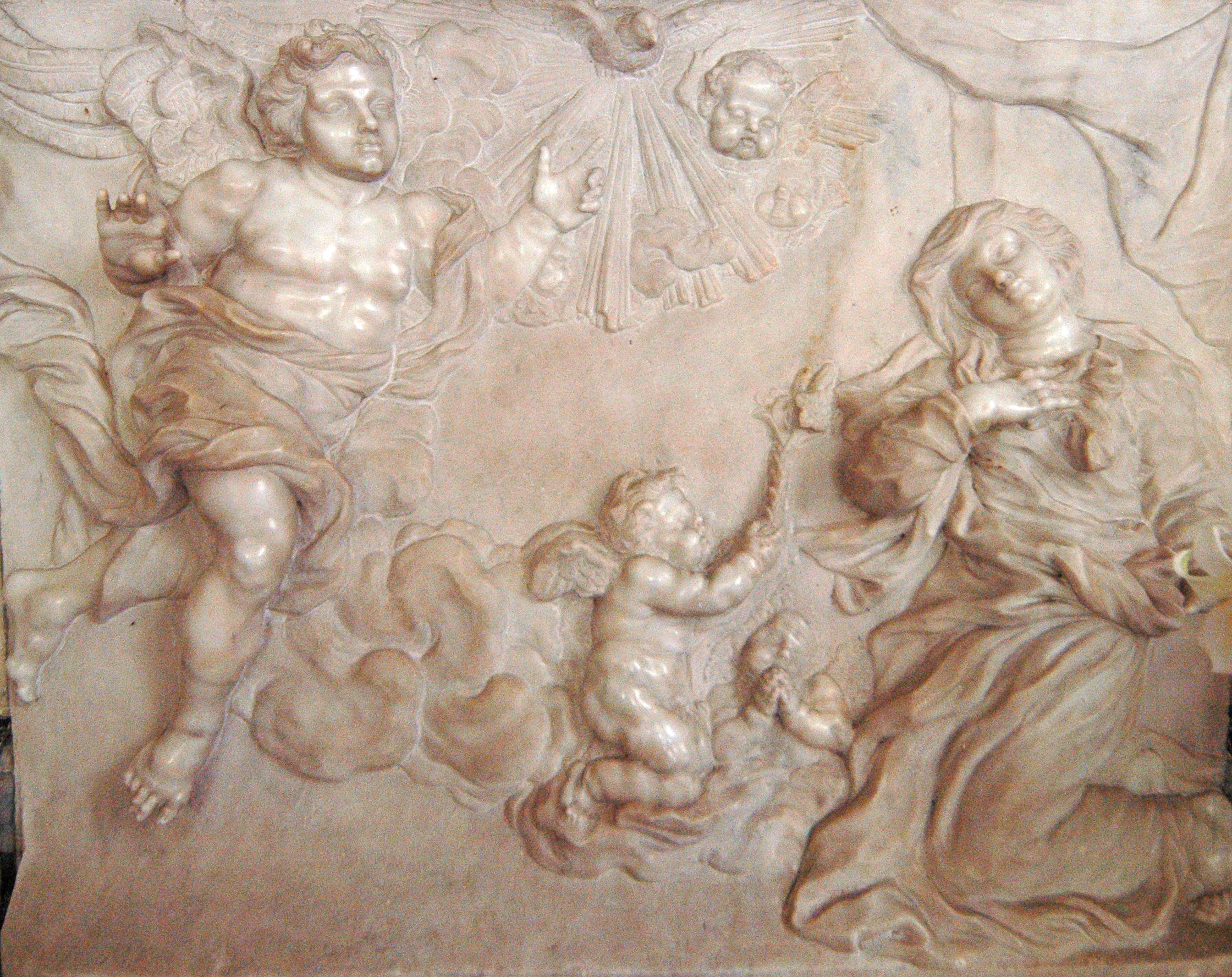
Altarrelief Mariä Verkündigung in der Kirche von Trenta

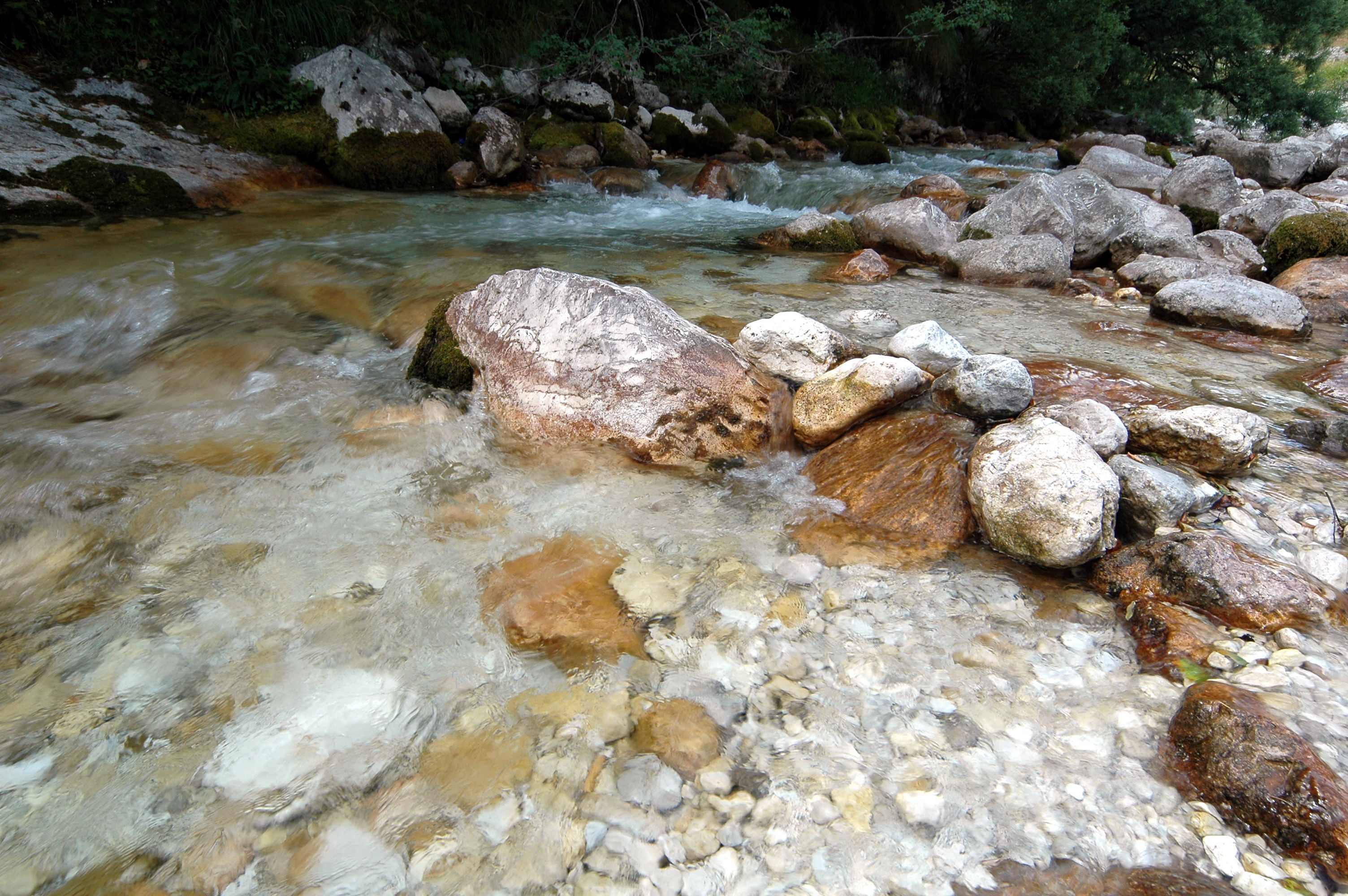
Soča-Flussbett in Trenta

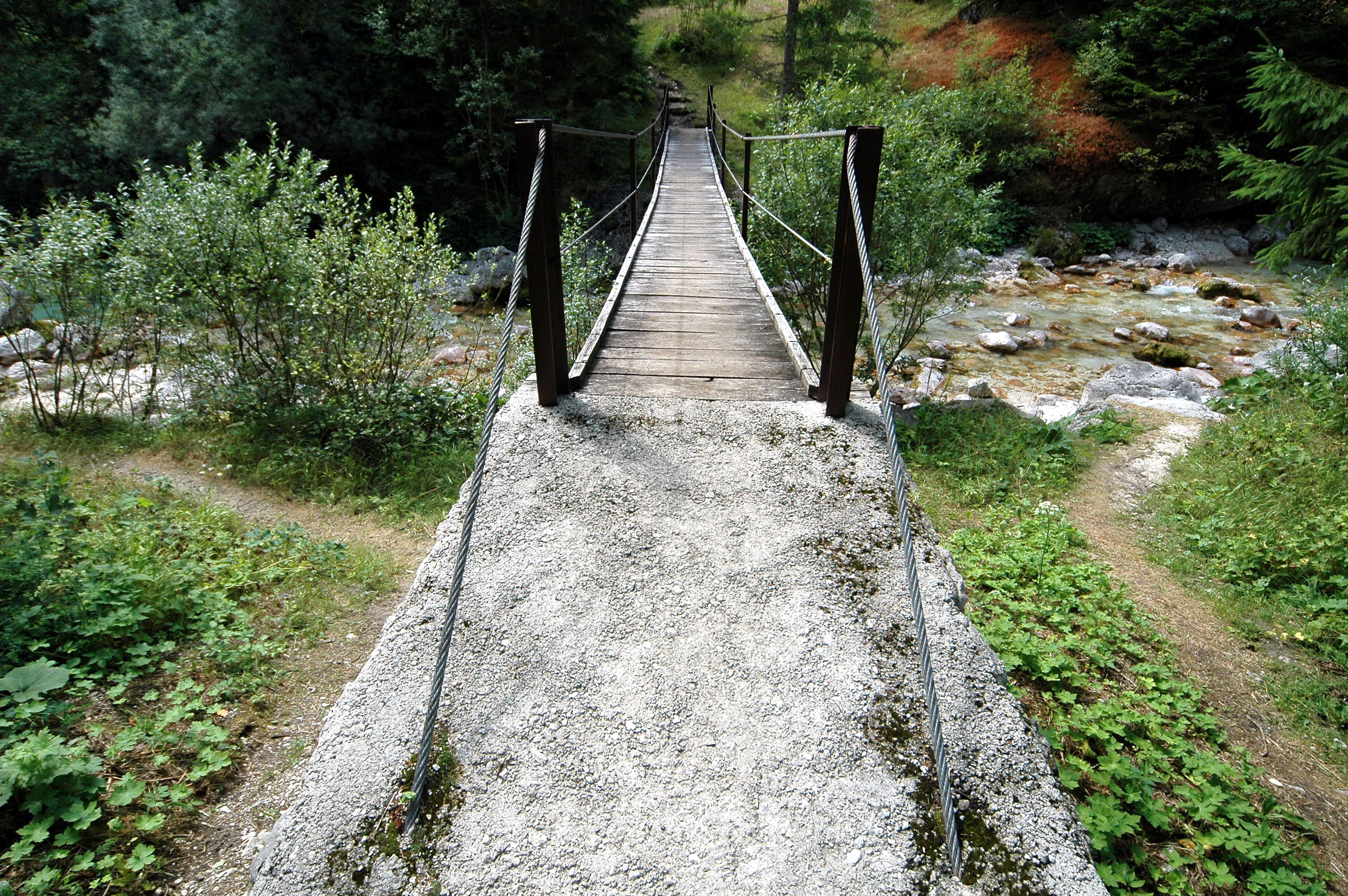
Hängebrücke über die Soča in Trenta

Trenta ist ein Dorf in der Gemeinde Bovec im Nordwesten Sloweniens am Oberlauf der Soča.

## Geografie
Trenta verteilt sich mehrere kleinere Siedlungen entlang des oberen Soča-Tals im westlichen Teil des Nationalpark Triglav. Es befindet sich unmittelbar südlich des Vršič-Passes (1611 m. i. J.), der das Dorf mit Kranjska Gora (Kronau) verbindet.

## Geschichte
Überlieferungen zeugen von einer ersten Besiedlung von Trenta im 14. Jahrhundert. Im Jahr 1579 wurde in der Nähe der heutigen Kirche eine Eisenschmelzhütte errichtet. Deren Abbruchmaterial wurde im Jahr 1908 für den Kirchturmbau genutzt.
Bis zum Ende des Ersten Weltkriegs bildete Trenta eine eigene Gemeinde, die zum Gerichtsbezirk Flitsch gehörte. Dieser war wiederum Teil des Bezirks Tolmein und der Gefürsteten Grafschaft Görz und Gradisca.

## Sehenswürdigkeiten

### Kirche der Heiligen Madonna von Loreto
Im oberen (nördlichen Teil) des heutigen Trenta befindet sich die Kirche der Heiligen Madonna von Loreto (erbaut um 1690). In der Kirche befinden sich der Grabstein ihres Erbauers Baron Heinrich Attems Heiligenkreuz, ein Marmorrelief mit Darstellung der Verkündigung sowie eine Statue der Madonna von Loreto. Im Jahr 1945 wurde die Kirche vom slowenischen Künstler Tone Kralj bemalt.

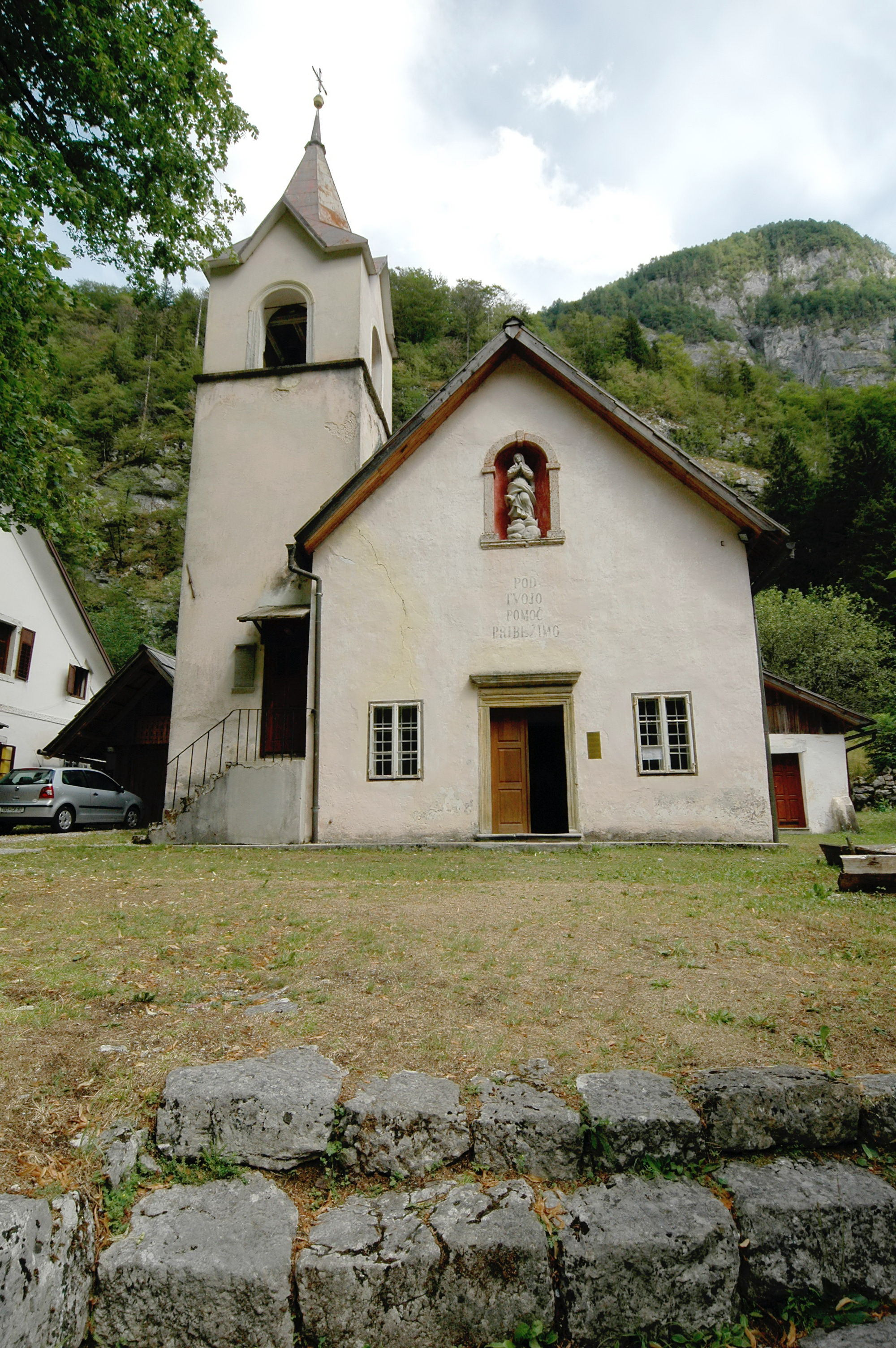
Kirche von Trenta an der Soča
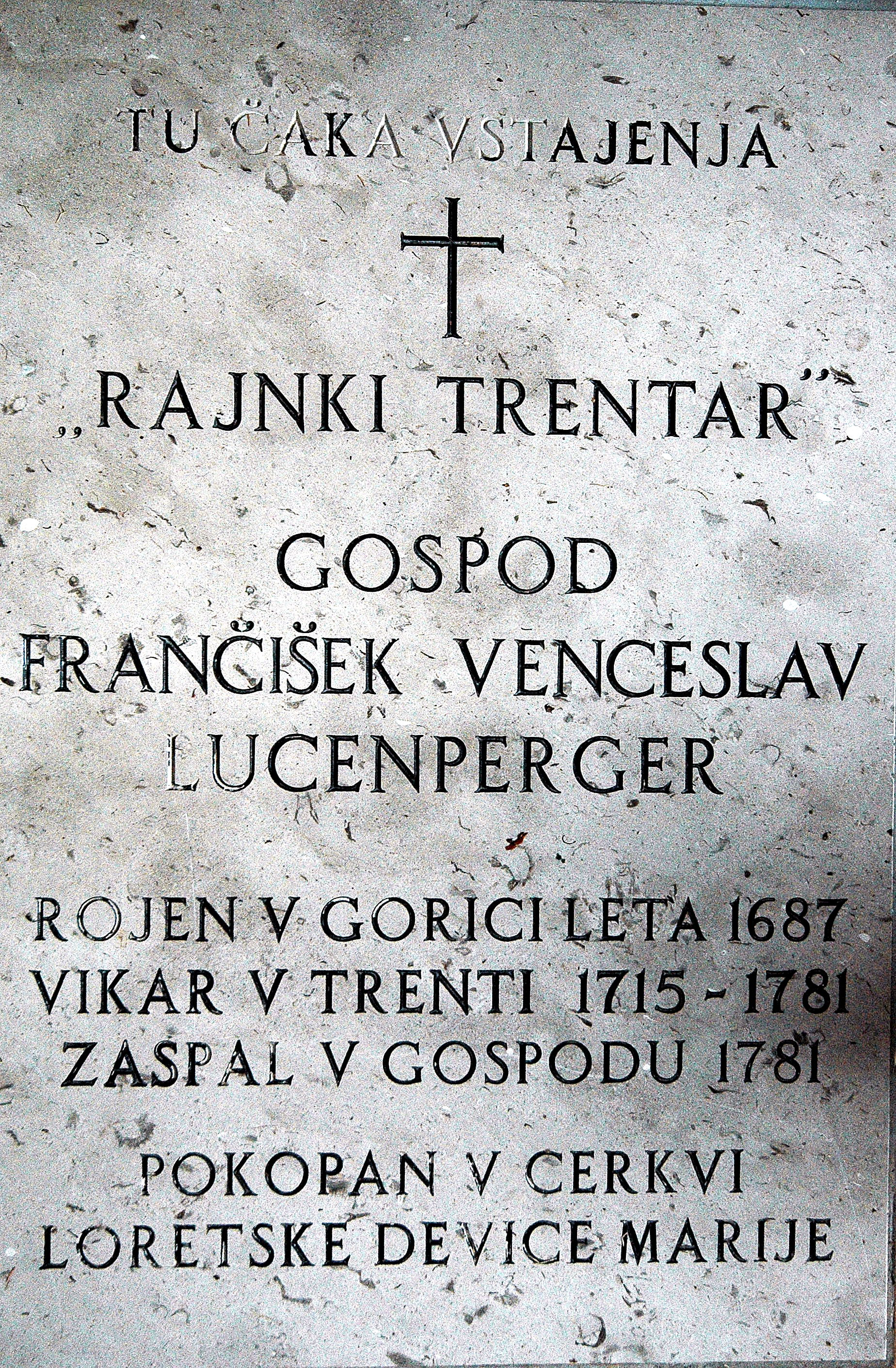
Grabstein von „Rajnki Trentar“

### Bildstock in Trenta
Ebenfalls im oberen Teil von Trenta erinnert ein Bildstock an den tödlichen Unfall des Forstarbeiters Anton Tožbar.

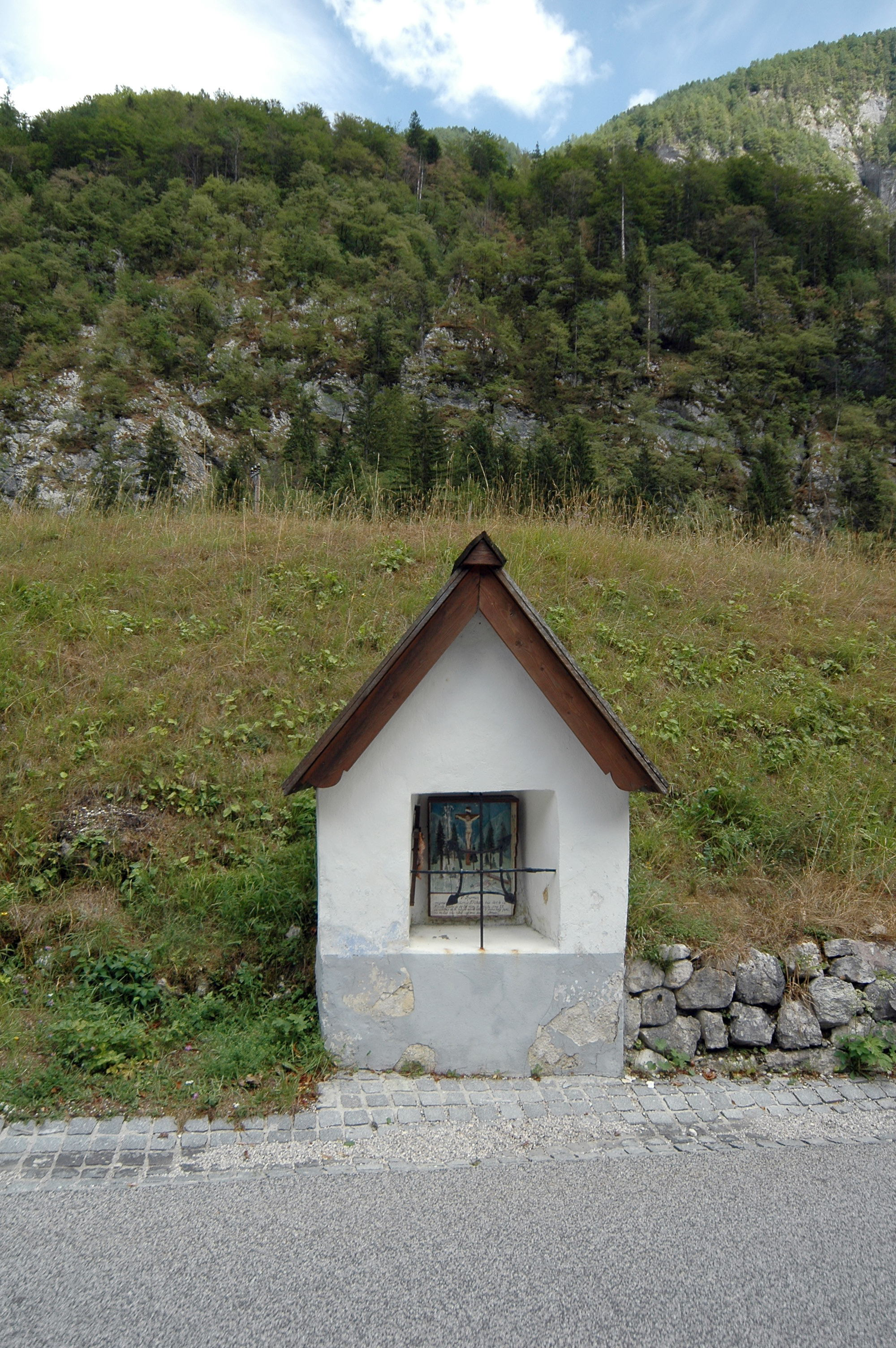
Bildstock in Trenta an der Soča
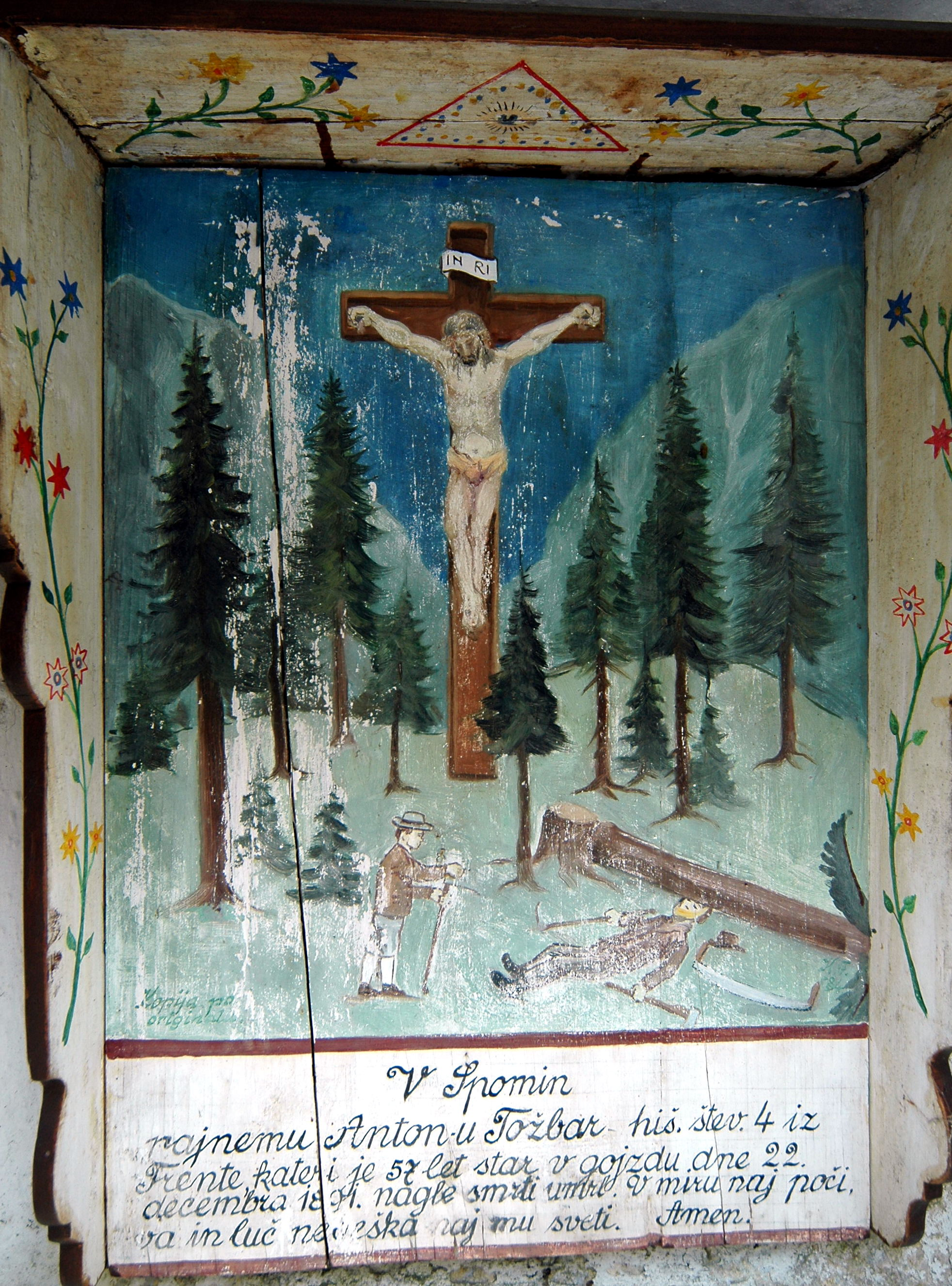
Darstellung im Bildstock in Trenta an der Soča

### Alpinum Juliana
In Nähe der Loreto-Kirche liegt der 1926 unter Beratung von Julius Kugy, dem Erschließer der Julischen Alpen, angelegte botanische Alpengarten Alpinum Juliana. Auf einer Fläche von über 2500 m2 wachsen über 600 für die Alpen und den Karst typische Pflanzenarten.

### Soča-Quelle und -Weg
Trenta ist Ausgangspunkt für eine Wanderung zur Quelle der Soča, westlich des Vršič-Passes. Hier beginnt der 25 km lange  Soča-Wanderweg, der am Fluss entlang bis Bovec führt. Im Bereich um Trenta befinden sich einige Stahlseil-Hängebrücken über die Soča, von denen die meisten nur dem Übergang von Fußgängern dienen; manche können auch von leichteren Fahrzeugen überquert werden können.

### Trenta-Museum
In Na Logu, dem Mittelpunkt der Siedlungen im Trenta-Tal, befindet sich im Trenta-Haus (Dom Trenta) das Informationszentrum der Region. Es veranschaulicht die Kulturlandschaft, das Flora, Fauna, den geologischen Aufbau und das vergangene Leben in Trenta sowie Besonderheiten des Nationalparks Triglav, des einzigen Nationalparks in Slowenien.

### Militärfriedhof Trenta
Zwei Kilometer außerhalb des Dorfs Richtung Kranjska Gora befindet sich ein Militärfriedhof aus dem Jahr 1918. Begraben sind hier hauptsächlich Soldaten der Österreich-Ungarischen Armee aus den Isonzoschlachten begraben, sowie kriegsgefangene Soldaten der Russischen Armee, die im Rahmen der Zwangsarbeiten beim Bau des Vršič-Passes umkamen.